# Ферон (Јута)
Ферон (енгл. Ferron) град је у америчкој савезној држави Јута.

## Демографија
По попису из 2010. године број становника је 1.626, што је 3 (0,2%) становника више него 2000. године.
| Група             | 2000.         | 2010.         |
| Белци             | 1.568 (96,6%) | 1.544 (95,0%) |
| Афроамериканци    | 4 (0,2%)      | 8 (0,5%)      |
| Азијати           | 5 (0,3%)      | 3 (0,2%)      |
| Хиспаноамериканци | 26 (1,6%)     | 42 (2,6%)     |
| Укупно            | 1.623         | 1.626         |